# Gainesville (miasto)
Gainesville – miasto w Stanach Zjednoczonych, w stanie Nowy Jork, w hrabstwie Wyoming.